# Raimbaut de Vaqueiras
 (mai 2014).
Raimbaut de Vaqueiras (1165 ?-1207 ?) est un troubadour provençal. Originaire de Vacqueyras entre Carpentras et Orange, « Raimbaut était le fils d'un pauvre chevalier de Provence du château de Vaqueiras ; son père avait nom Peiror et il passait pour fou ».

## Biographie

### Ses débuts à la Cour du prince d'Orange
Tout jeune, Raimbaut se fit jongleur et, après 1182, il fut admis auprès de Guillaume des Baux, prince d'Orange. Ce fut là qu'il appris l'art du trobar et du métier des armes. Sa Vida nous informe de ses talents : « Ben sabia chantar et far coblas e sirventes ; e°l princes d'Aurenga li fetz gran ben e gran honor, e l'ennanset e°l fetz conoisser e pressiar a la bona gen ».
Mais c'est auprès de Bertrand des Baux, père de Guillaume, que Raimbaut de Vaqueiras fit ses premiers essais. Un tournoi célébré dans cette cour en 1177, lui donne une brillante occasion de manifester son talent. Raimbaut en célèbre les exploits dans une chanson dont il est visible que l'objet est de relever la gloire de la maison des Baux. Le premier personnage qui figure dans le récit du poète est le chef de la branche aînée qu'il appelle seulement le seigneur de Baux, soit qu'il ait voulu désigner par ce titre Hugues, frère du comte d'Orange, s'il vit encore, soit qu'il parle de Raimond fils de Hugues. Ce seigneur renverse deux cavaliers et met hors de combat vingt chevaux, cherchant un égal parmi les champions et n'en trouvant aucun. Plus tard entre dans la lice le chevalier que Raimbaut appelle mon avengutz, mon jeune héros. Il heurte et désarçonne trois combattants. Ce jeune seigneur doit être Guillaume d’Orange, fils de Bertrand, qui devient prince d'Orange en 1181.
Quelques années après, des évènements plus graves enflamment la verve du poète. Suivant l'opinion de Zurita, dans son Histoire des rois d'Aragon, Bertrand est assassiné le jour de Pâques de l'an 1181, ex insidiis scelerati a suis interimitur, par ordre de Raymond V de Toulouse, attendu que Bertrand lui faisait alors la guerre, comme allié de Raimond Bérenger III de Provence. Mais Raimbaut n’en parle pas. Certes il existe au sujet de cet évènement deux faits certains : l'un que le comte de Provence, en allant porter la guerre vers Montpellier, tombe dans une embuscade, le jour de Pâques de l'an 1181, et y est tué avec plusieurs personnes de sa suite ; l'autre, que le prince Bertrand meurt à la même époque.
Raimbaut de Vaqueiras nous apprend que par des hostilités, qui se rattachent à la mort du comte Raimond Bérenger III de Provence, les propriétés de la maison de Baux, situées aux environs de Montpellier, et constituant la seigneurie d'Aumelas, sont saccagées, que trente châteaux ou fermes sont envahis, et que les princes de Baux ne recouvrent que bien des années après leurs héritages. Ces évènements sont le sujet de deux sirventes.

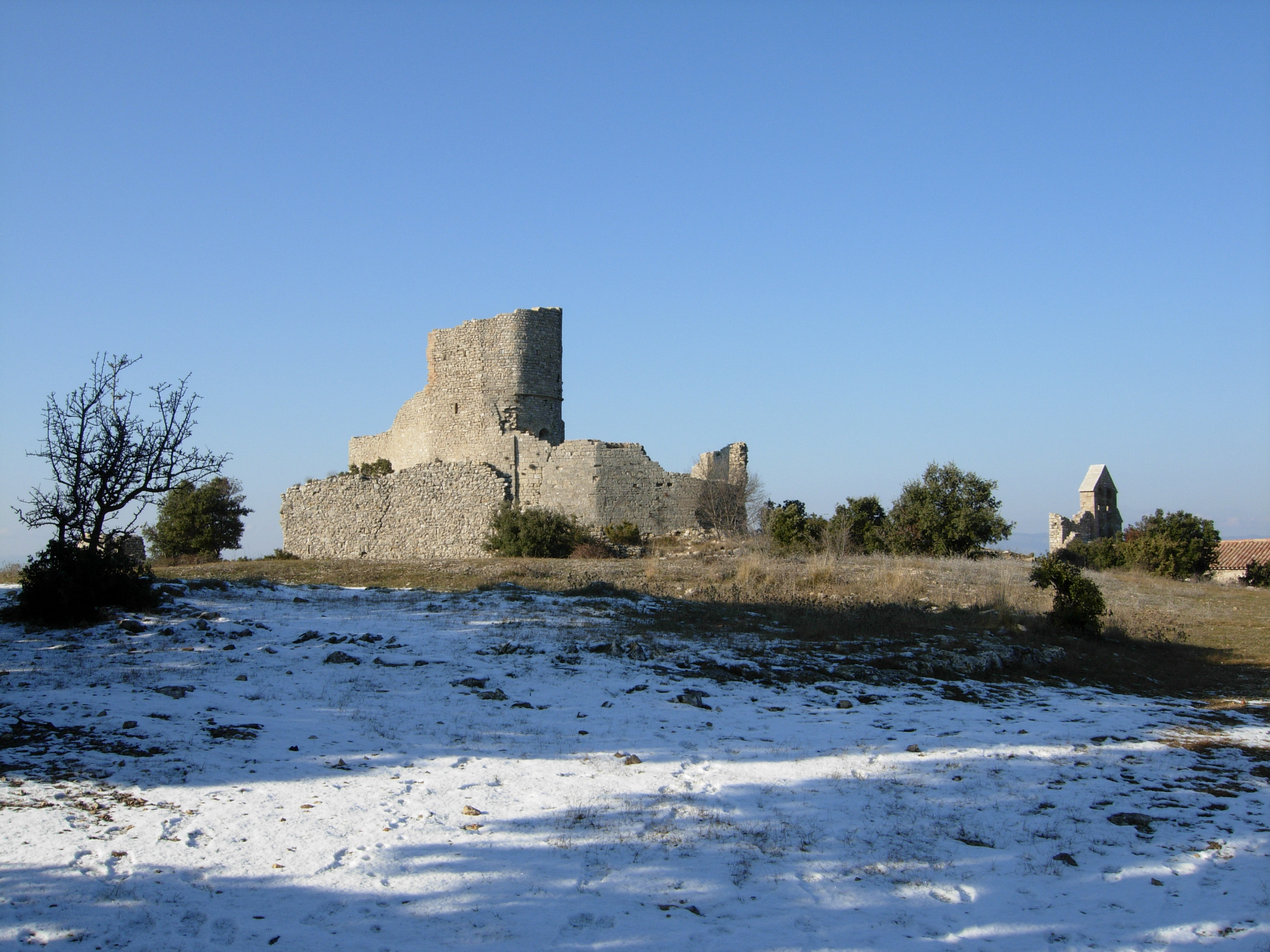
Son château d'Aumelas est dévasté. Trente de ses châteaux ou fermes sont envahis, écrit Raimbaut de Vaqueiras.

Dans le premier, qui paraît composé en 1181 ou 1182, Raimbaut reproche aux parents et aux alliés de la maison de Baux de la laisser dépouiller sans venir à son secours. Il y a honte, dit- il, dommage et lâcheté à laisser ainsi ruiner ses parents. Il accuse successivement Adhémar de Monteil, Guilhem VIII de Montpellier et Bernard d'Anduze, le seigneur de Nanteuil, d'avoir rompu l'engagement qu'ils avaient contracté avec la maison de Baux et de chercher à entrer dans le parti du comte de Toulouse. Ils ne savent plus apparemment, dit-il, ni porter le casque, ni monter à cheval, ni manier l'épée.
Le second sirvente s'adresse au roi d'Aragon. Raimbaut lui reproche de faire la paix avec le comte de Toulouse au lieu de s'unir, comme il l'avait promis, à Richard Cœur-de-Lion et de venir avec lui au secours de ses alliés. Je m'étonne, dit le poète, que ce roi songe à faire paix ou trêve. S'il veut acquérir de la gloire, il ne doit point abandonner le prince de Baux qu'il n’ait fait restituer ses terres, par le comte, son plus méchant voisin. Raimbaut n'a donc aucun intérêt à dissimuler un attentat. Bertrand n’est certainement point assassiné, mais il périt dans l'embuscade, avec le comte Raimond Bérenger, et les deux sirventes de Raimbaut de Vaqueiras contre les ennemis et les froids amis de la maison de Baux attestent sa reconnaissance envers ses bienfaiteurs.

### Sa venue à Montferrat

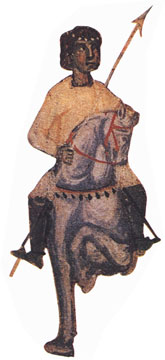
Raimbaut de Vaqueyras
Bibliothèque nationale
MS. fr. 12473

Après 1190, il quitta sa Provence pour se rendre en Italie du Nord, passant d'abord par Gênes puis Tortona, où se trouvait la cour des Malaspina.
Puis Raimbaut se rendit au Montferrat auprès du marquis Boniface en 1192. Hôte privilégié, il resta longtemps à sa cour où il devint l'un des premiers troubadours. Sa Vida affirme « Il s'éleva par l'esprit, les armes et la poésie ».
Son destin suivit, dès lors, celui de Boniface de Montferrat : combats contre la cité d'Asti, campagne de Sicile en 1194, séjour à la cour de Guillaume de Forcalquier, en 1196, puis retour à Montferrat.
Là, il s'éprit de Béatrice, sœur du marquis et épouse d'Henri del Carret. Il composa pour elle et se mit à la chanter en différentes langues.

### Béatrice, la dame de Raimbaut
La dame de Montferrat, que le troubadour appela Bel Cavaller dans ses poèmes, est particulièrement mise en exergue dans tous les Razos. Ceux-ci expliquent pourquoi Raimbaut lui donna son surnom :
« Et per aiso l'apella[va] enaisi, qe a En Rambauts segi aital aventura, qe posiavezer ma dompna Biatrix qant el volia, sol q'ella fos en sa chambra, per un espiraill. Don neguns no°n s'apercebia »
« Et voici pourquoi il l'appelait ainsi : Raimbaut eut cette bonne fortune qu'il pouvait voir Madame Béatrice quand il voulait, pourvu qu'elle se trouvât dans sa chambre, par un soupirail. Et personne ne s'en apercevait ».
Alors qu'un jour le troubadour guettait par son soupirail, il vit entrer le marquis dans la chambre de sa sœur. Celle-ci, dans l'attente de son soupirant, s'était allongée sur le lit en « robe de dessous » et fermait les yeux.
Son frère déposa alors son épée auprès d'elle. Dès sa sortie, Béatrice s'en saisit « à la façon d'un chevalier », la tira du fourreau et la mania avec adresse en faisant maints moulinets. Depuis, son galant lui donna ce surnom.

### Poète et croisé

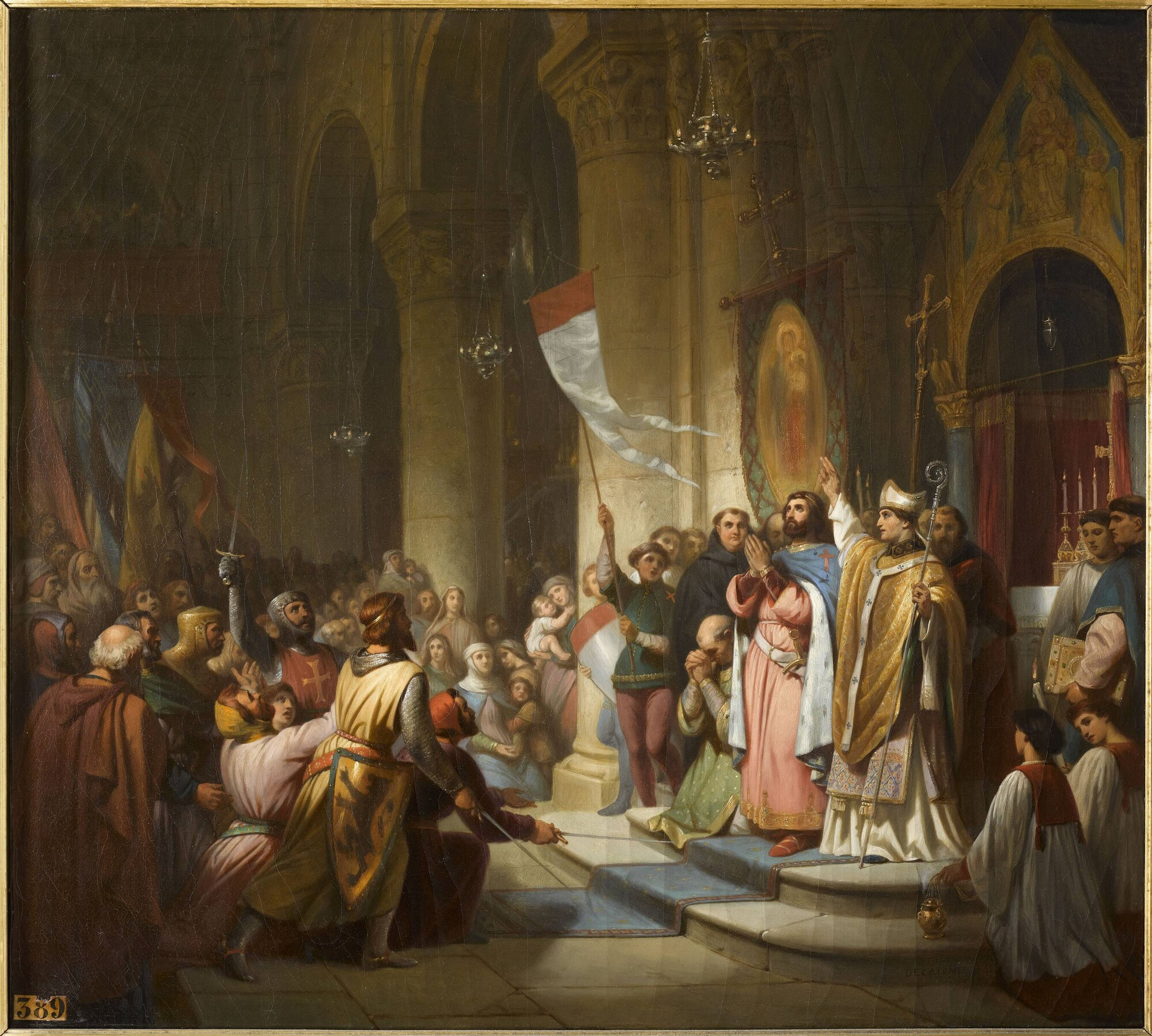
Boniface de Montferrat, chef de la IVe croisade

Devenu ou redevenu soldat, il partit en Romanie, pour la quatrième croisade, en compagnie du marquis Boniface de Montferrat qui en assurait le commandement. Sa « Lettre épique » reste une source principale pour les faits d'armes de Boniface et la première année de croisade dans l'Empire latin de Constantinople. Il y est dit que le preux marquis lui « donna une terre importante et une bonne rente dans le royaume de Salonique ». Il mourut peut-être aux côtés de Boniface en septembre 1207, lors d'une embuscade dans les Rhodopes, près de Thessalonique.

## Son œuvre poétique
Les études du docteur Linskill et de Jean B. Barbaro ont réduit les poèmes attribués à Raimbaut pour n'en garder que quatre ou cinq composés en Provence et dix-sept ou dix-huit en Italie du Nord ou en Orient.
Elle se divise en trois grandes périodes :
Avant Montferrat et Béatrice :
Ce qui correspond essentiellement à la période provençale de Raimbaut. Son activité poétique tourne autour du thème : Dame, répondez à mes avances ou je pars ailleurs.
Cycle de Montferrat :
Béatrice devient omniprésente et tous les poèmes de Raimbaut la citent. Leur thème central est : J'ai trouvé ma Dame, je suis son vassal et lui reste fidèle.
Cycle des croisades :
Là, Raimbaut prend conscience qu'il est devenu l'un des capitaines les plus importants. Deux thèmes se conjuguent : Je conseille et je tance mais aussi J'exhale ma douleur d'être exilé loin de ma Dame.

### Le gascon distinct de son « provençal »
Raimbaut est également connu pour son descort plurilingue Eras quan vey verdeyar où le gascon est traité comme une langue étrangère à l'instar du français, de l'italien et du galaïco-portugais également employés dans cette chanson.

### L'inspirateur de Pétrarque

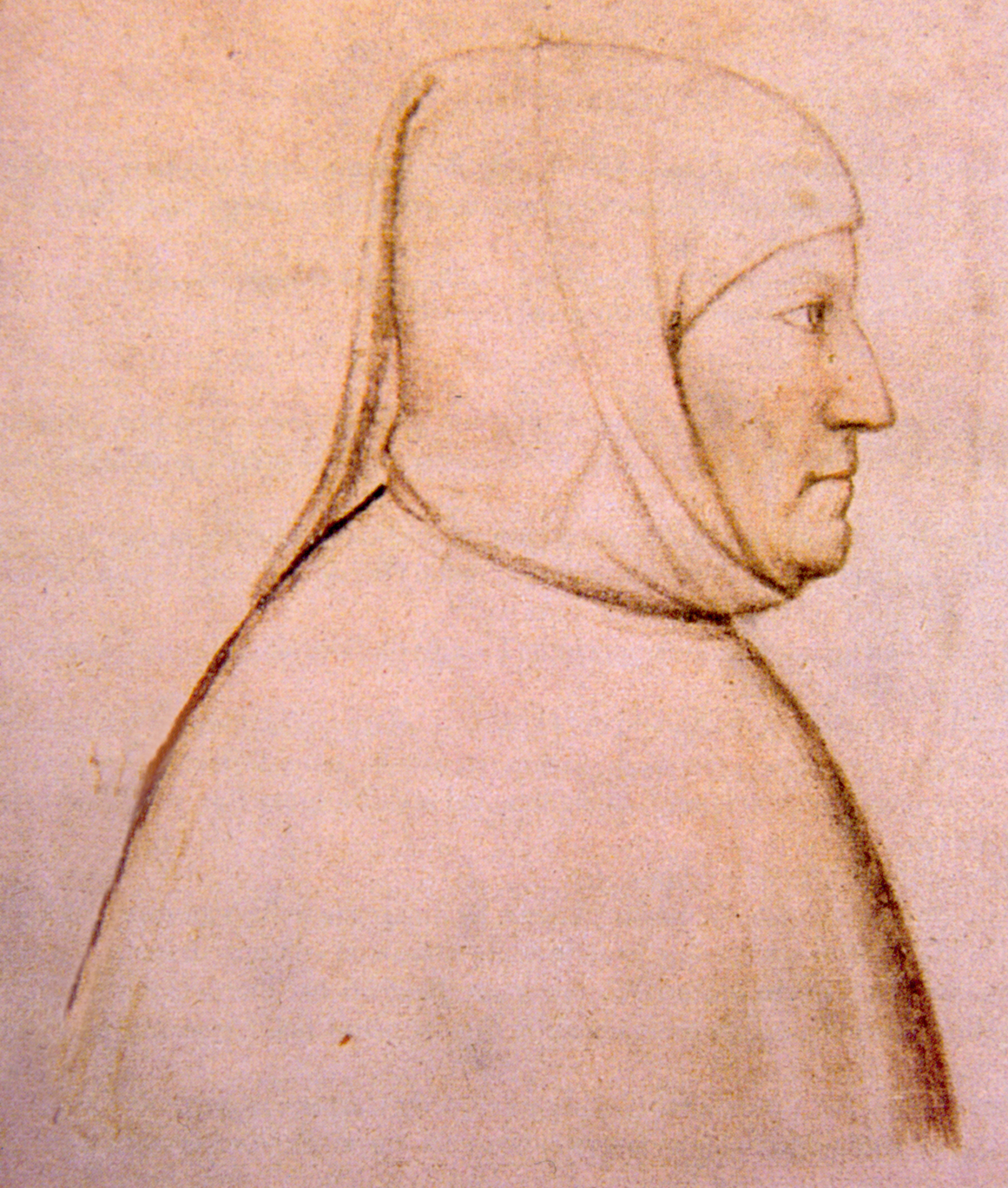

Au même titre que la Divine Comédie de Dante, l'Amorosa Visione de Boccace, la Bible ou les auteurs latins (Virgile, Ovide ou Properce), le troubadour provençal a influencé Pétrarque dans la rédaction de ses Trionfi.
Son Carros était connu du poète vauclusien et il s'en est inspiré. Mais Corrado Belluomo Anello ne peut que constater :

« Pétrarque comme Raimbaut décrit un combat bruyant, acharné mais auquel il manque les couleurs et les traits réalistes de celui du troubadour qui, s'inspirant des combats qu'il voyait se dérouler (y prenant part aussi) autour de lui au cours de son long séjour en Italie, nous présente une transposition - pittoresque et pleine de vie - d'éléments bien réels. »

### LeCarrosouL'Amoroso carroccio
Composé en 1201 à la Cour de Montferrat, c'est le plus original et le plus connu des poèmes de Raimbaut. Charles Rostaing le décrit comme un poème lyrico-épique où l'auteur narre une imaginaire guerre de dames. Des jalouses, venues du Piémont, Lombardie, Romagne, Toscane, Ligurie et Savoie, montent dans un char, le Carros, cuirassées de peaux de porc, pour affronter les armes à la main Béatrice que l'on prétend la plus belle.
Bien sûr, la dame de Raimbaut va sortir victorieuse et toutes reconnaîtront sa merveilleuse beauté. Plein d'humour et de fantaisie, ce poème rappelle en plus brillant le Drogman senher de Peire Vidal.

### Un schéma poétique nouveau
Le Carros se présente sous la structure d'une canso avec neuf coblas et deux tornadas. Ces coblas singulars comprennent quinze vers de longueur inégales suivis de tornadas qui reprennent les rimes des trois ultimes vers de la dernière cobla.
Charles Rostaing fait remarquer que ce schéma, créé par Raimbaut, ne sera repris que par un seul troubadour, Albertet de Sisteron qui vécut en Italie de 1210 à 1221.

### Extraits duCarros
| La ciutatz se vana De far cat en arrenc, E sona·l campana, E lo vielhs comuns venc, E ditz per ufana Que chascuna desrenc ; Pueis ditz Que°l bela Biatriz Estai sobeirana De so que·l comuns tenc : Aunitz N'es totz e desconfitz. Trompas sonon e la poestatz cria : « Demandem li beutat e cortezia, Pretz et joven », e totas cridon : « Sia » | La cité se vante De faire l'ost en ordre de bataille, Et sonne la cloche, La communauté des vieilles vient Et dit par arrogance Que chacun attaque ; Puis elle dit Que la belle Béatrice Est la souveraine De ce que tient la communauté ; Déshonneur C'est pour toutes et ruine. Les trompettes sonnent et la podestat crie : « Réclamons-lui la beauté et courtoisie Pretz et joven », et toutes crient « Qu'il en soit ainsi ». |